# Uniracers
Uniracers (conocido como Unirally en territorios de formato PAL) es un videojuego de creado por DMA Design Ltd. (hoy en día Rockstar North), aparecido en el año 1994 en EE. UU., y el 27 de abril de 1995 en territorios PAL.
Un videojuego básico donde tomamos el control de un mono-ciclo, y cuyo objetivo es llegar a la meta lo más rápido posible. En cierto caso, otros mono-ciclos con personalidad propia, que les encanta la velocidad, los saltos y las grandes acrobacias, se enfrentarán al jugador.

## Gameplay
El videojuego es en 2D con gráficos pre-renderizados, de velocidad+plataformas. Se puede jugar con uno o dos jugadores a la vez, en pantalla partida, y además cuenta con la opción VS. (uno contra otro), y League (torneo). Mientras se van completando desafíos en un jugador, se irán ganando más niveles. Algunos niveles están destinados para hacer carreras y otros, llamados Stunts, simplemente para superarse haciendo acrobacias.
Se pueden registrar muchos récords hasta en competencias de dos jugadores. Una vez hechos múltiples retos, Silvia, Bronzen y Goldberg, controlados por la CPU, estarán listos para desafiar al jugador para una medalla.

## Curiosidades
- En un nivel, esta el nombre de Wario Paint, la asimilación de Mario Paint, pero dicha en su versión opuesta por razones desconocidas. Seguramente se quiso decir que la imagen era a referencia de Wario, el alter ego de Mario, pero hasta ahora, nadie sabe.
- Si introducías como nombre de jugador SEGA, Sonic, o alguna palabra mal sonante en inglés, el juego no te dejaba registrarlo como tal y te decía "No es lo suficientemente genial", en inglés.

## Recepción
GamePro le dio críticas mixtas. Aclamaron su rápida sensación de movimiento como a su vez, la música de este, pero criticaron los efosctos de sonido y los gráficos, remarcando en más de una ocasión, que se sentían vacíos y aburridos, acompañando esta frase con: "todos se ven igual, incluido los uniciclos. También se concluyó que los jugadores deverian probar el juego, al ser realmente adictivo a la larga. Uno de los analistas de Next Generation añadió a la lista de cumplidos, su innovativa, pero superficialmente adictiva jugabilidad.